# Estación de Guggenheim
Guggenheim es una estación del tranvía de Bilbao. Se sitúa junto al Museo Guggenheim Bilbao, dando servicio a este.
Además, la parada se encuentra frente a la Biblioteca de la Universidad de Deusto.
La línea actual del tranvía sustituye a la ya inexistente Línea C-4 de Renfe Cercanías Bilbao, que unía mediante una lanzadera la actual estación de Olabeaga con la estación de Bilbao-Parque, estación que ya no existe. Esta línea anteriormente ya había sido modificada con la entrada en servicio de la Variante Sur Ferroviaria y la supresión de la estación de Bilbao-La Naja. El proyecto del tranvía ha permitido seguir manteniendo un transporte público eficaz en la zona a pesar del desmantelamiento de la línea de Cercanías.
La estructura de la parada es la habitual. Está compuesta por un módulo integrando los servicios de expendedor de billetes, teléfono y reloj digital, y unidades de energía, comunicación y tráfico, unido a un pórtico acristalado en cuyo extremo se ubica un panel publicitario.

## Accesos
- Avenida Abandoibarra, esquina C/ Ramón Rubial

## Galería

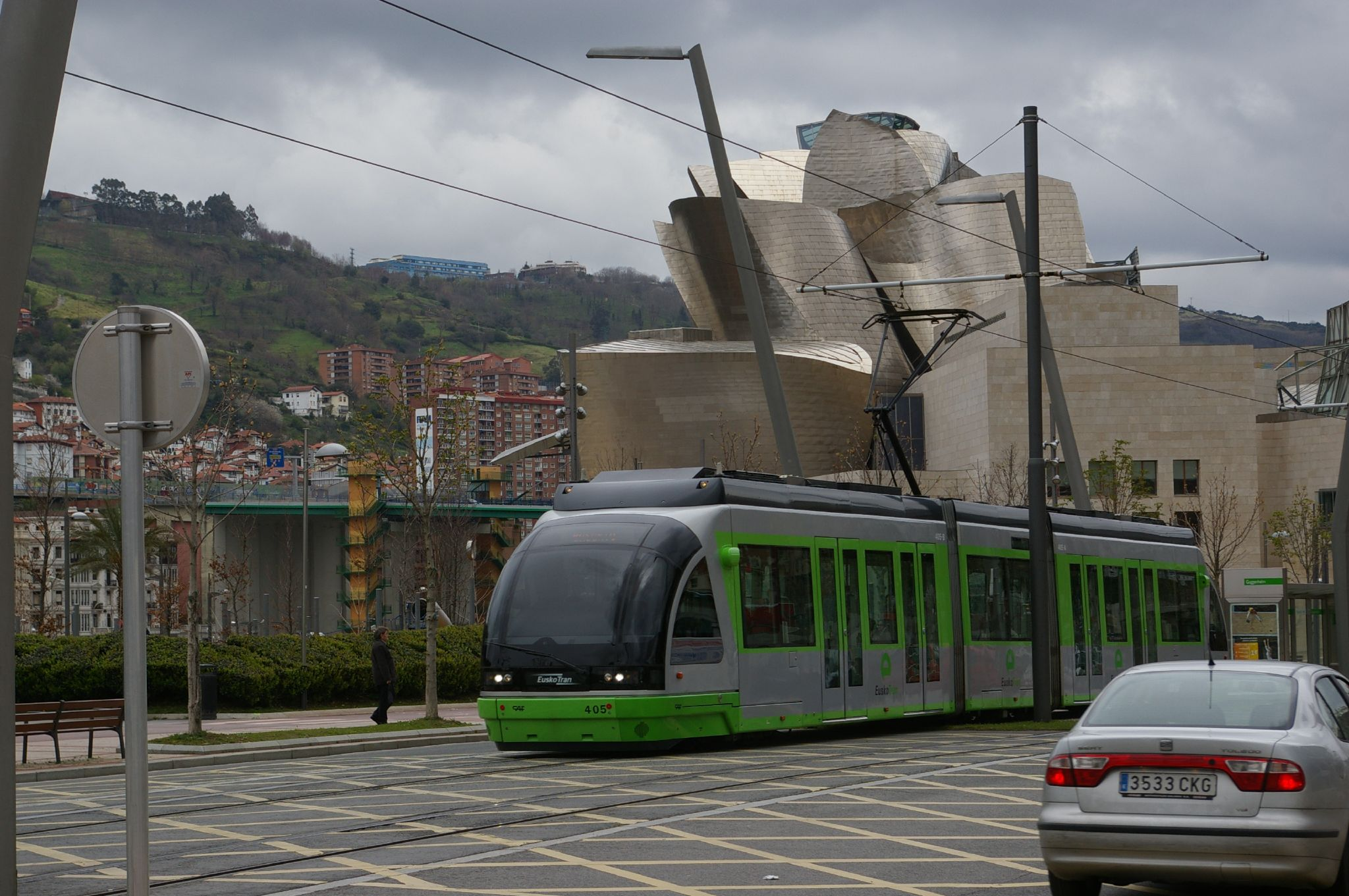
Un tranvía en los alrededores de la estación
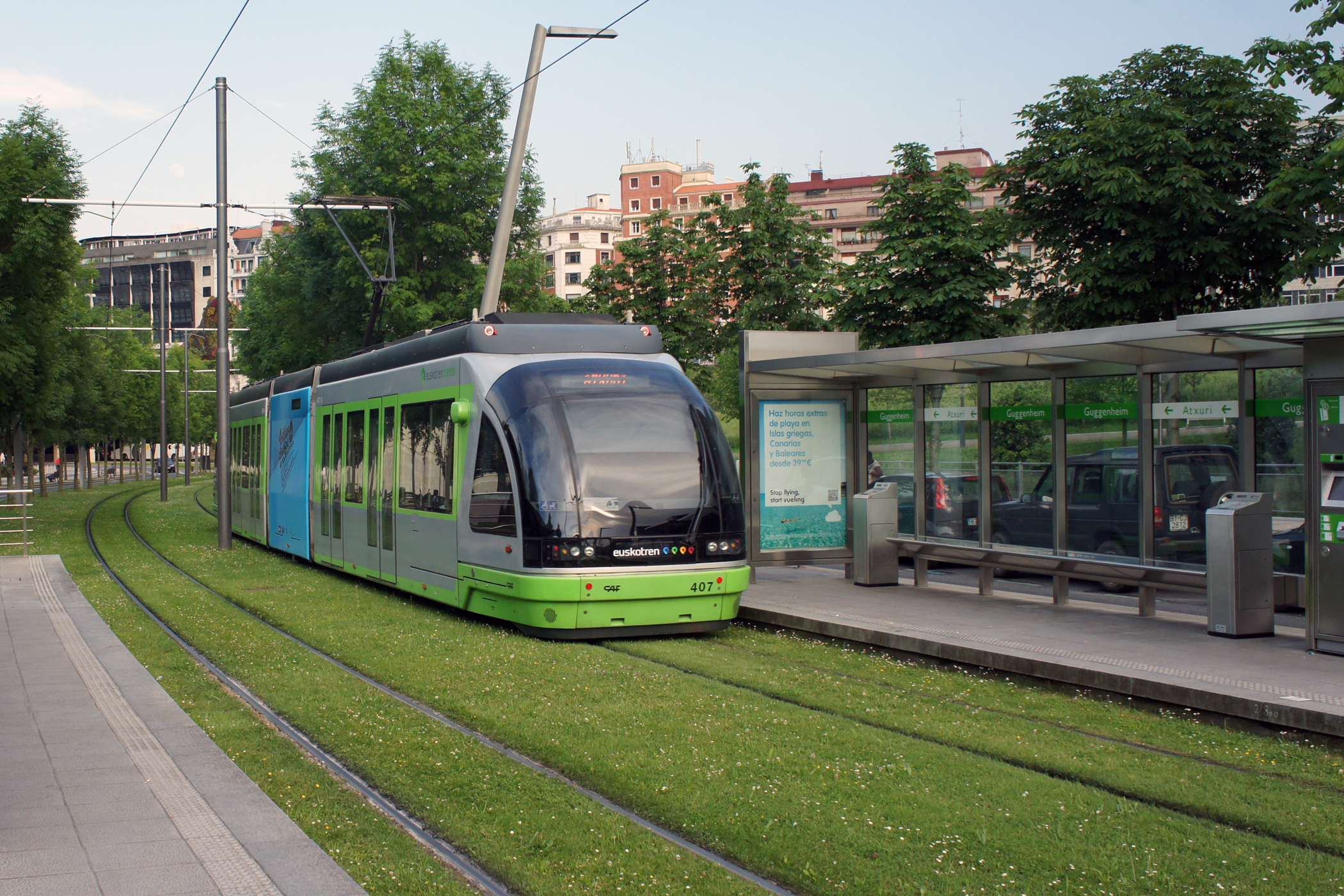
Un tranvía saliendo de la estación
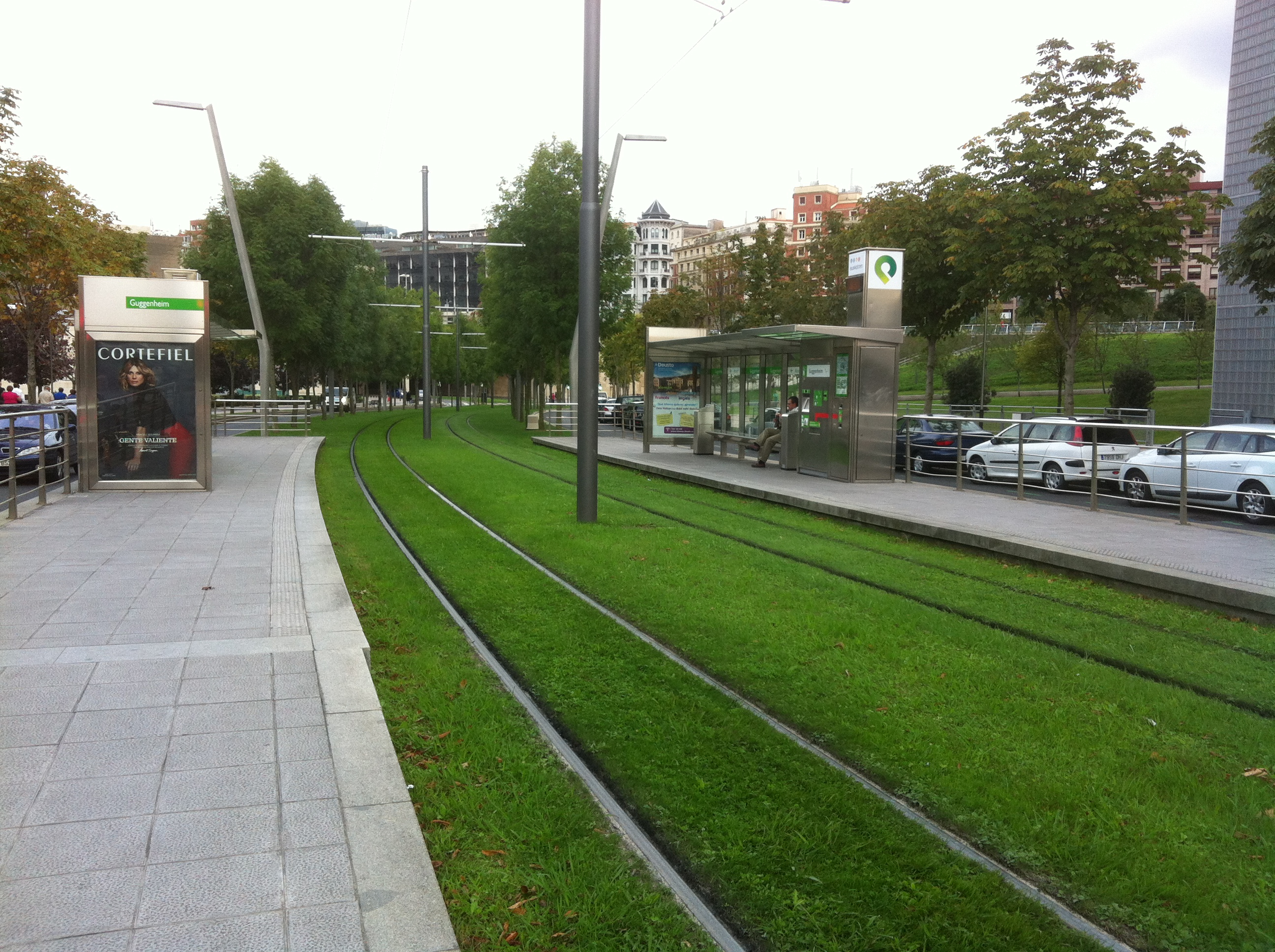
Estación y andenes
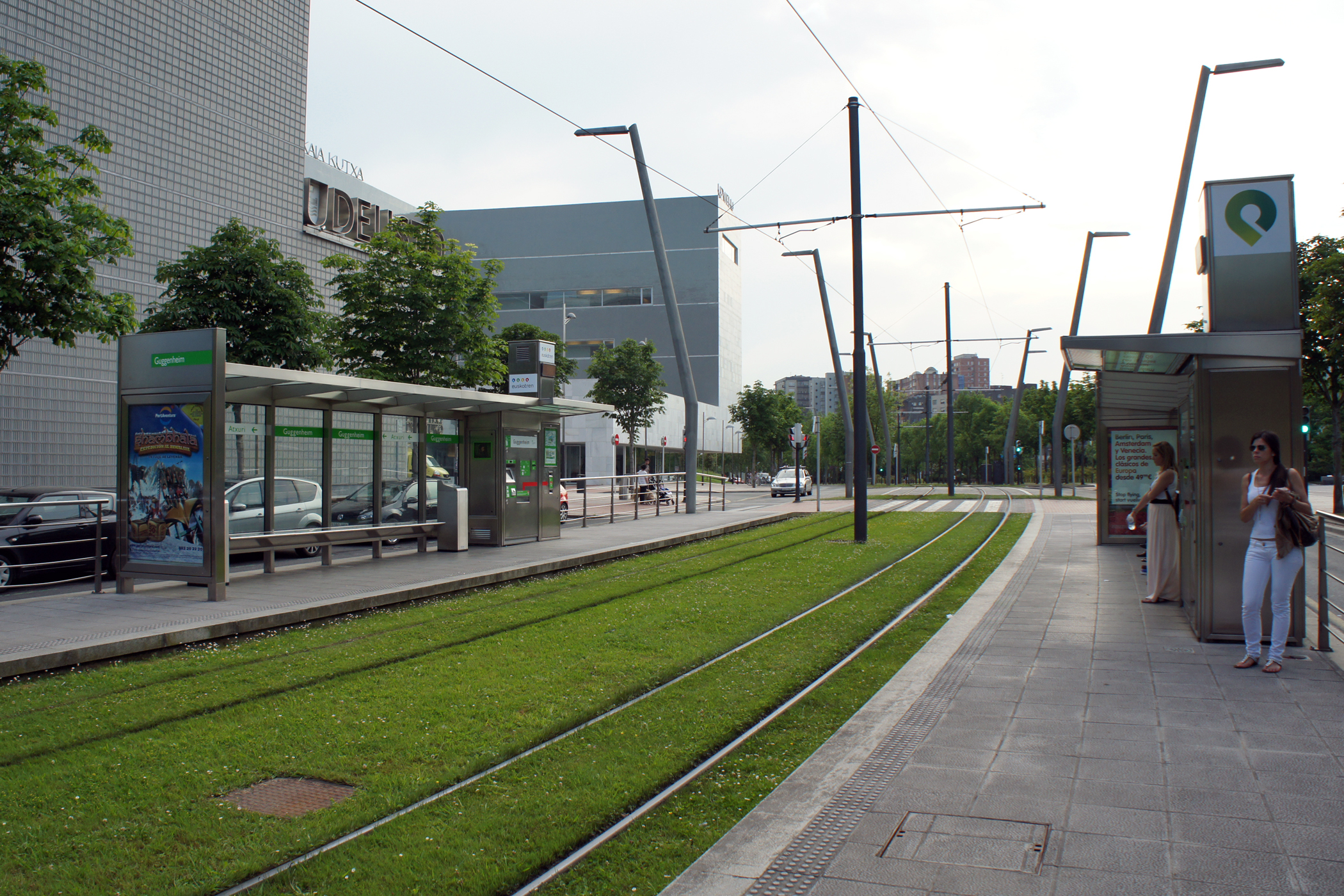
Vista de los andenes
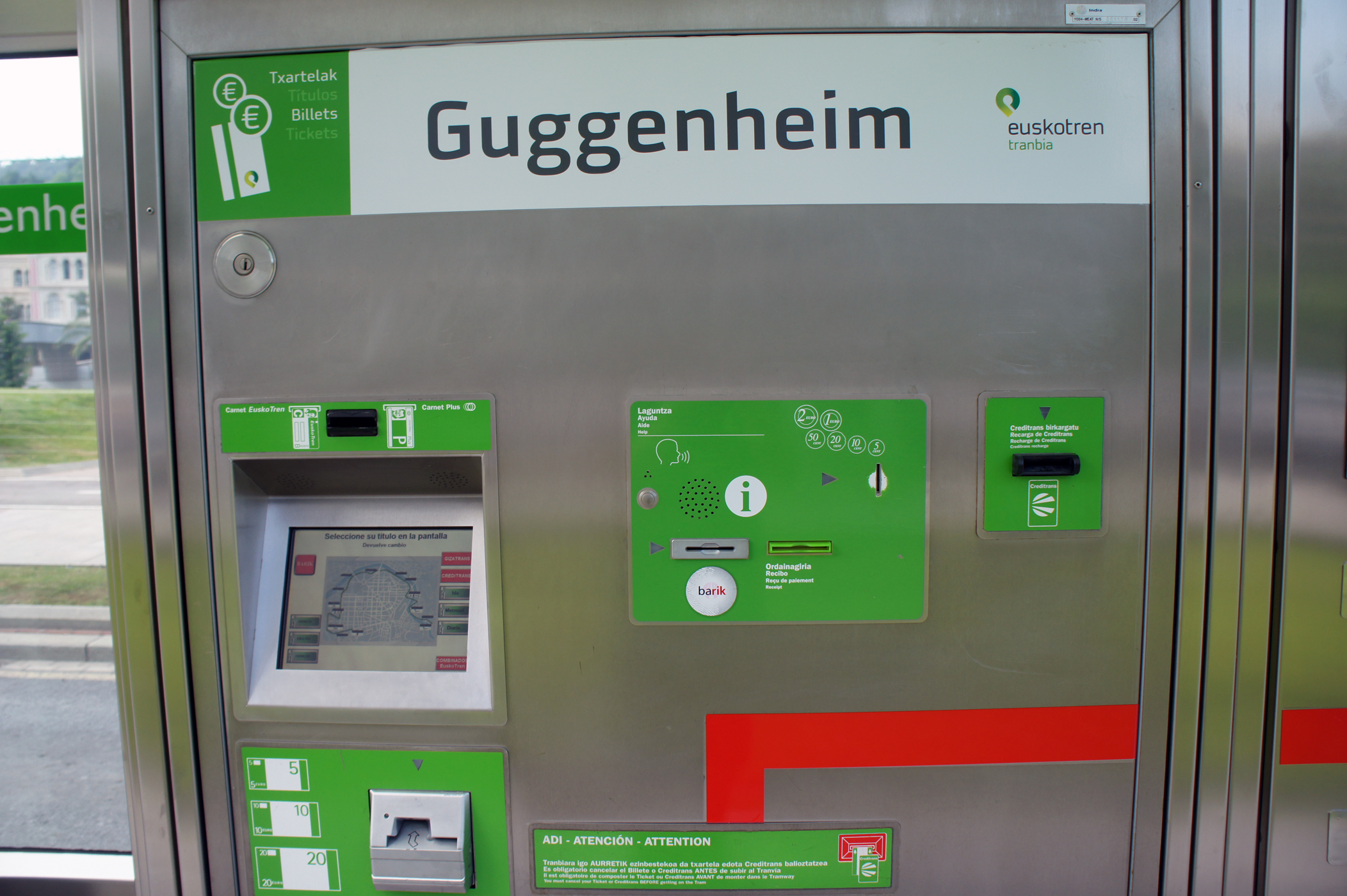
Máquina de billetes